# Pixel 3a
Pixel 3a та Pixel 3a XL — смартфони середнього рівня, розроблені Google як частина лінійки продуктів Google Pixel. Позиціонувалися як спрощені версії Pixel 3 та Pixel 3 XL. Були представлені 7 травня 2019 року на конференції Google I/O.

## Дизайн

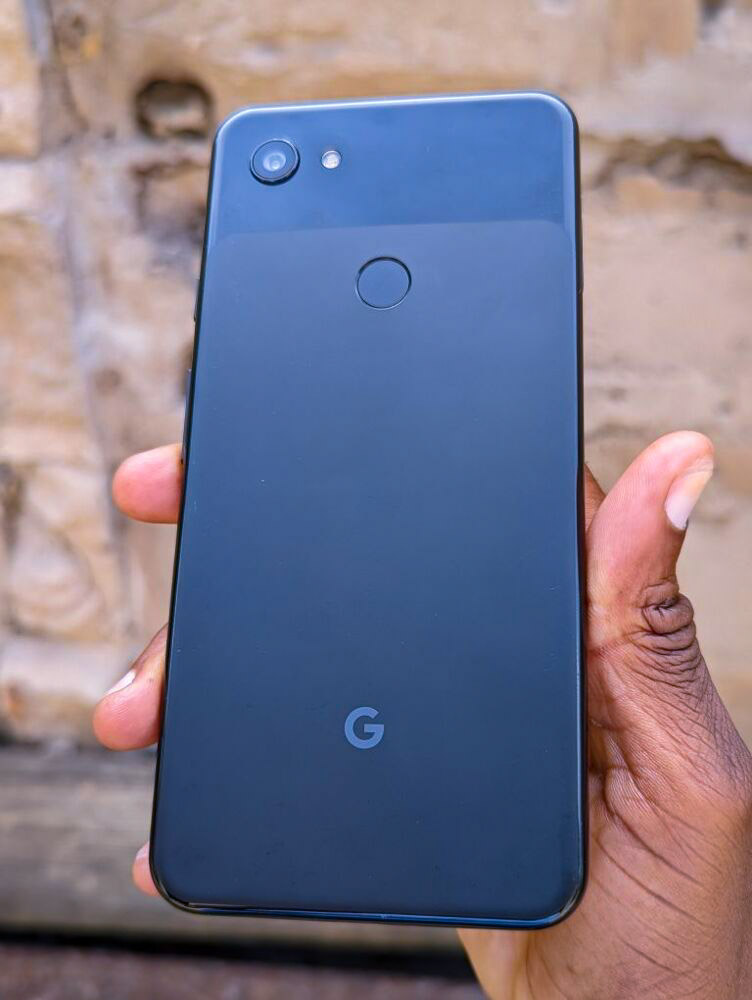
Задня панель Pixel 3a в кольорі просто чорний

Екран захищений склом Asahi Dragontrail. Корпус виконаний з пластику, що зверху на задній стороні та збоку має глянцеве покриття.
За дизайном Pixel 3a та Pixel 3a XL подібні до Pixel 3, хоча відрізняються монолітним корпусом, на відміну від корпусу з окремою рамкою та задньою панеллю в Pixel 3, трохи більшими рамками навколо дисплея, розташуванням динаміків та присутністю тільки однієї передньої камери.
Знизу знаходяться сітка мікрофона, роз'єм USB-C та сітка динаміка, зверху — 3,5 мм аудіороз'єм та додатковий мікрофон, зліва — слот під 1 SIM-картку, а справа — гойдалка регулювання гучності та кнопка блокування. Спереду над дисплеєм розташовані передня камера, розмовний/другий динамік та сенсор освітлення/наближення, а ззаду — трохи виступлений над корпусом об'єктив камери, подвійний LED-спалах та сканер відбитків пальців.
Pixel 3a та Pixel 3a XL були доступні в 3 кольорах: просто чорний (Just Black), чисто білий (Clearly White) та пурпуроватий (Purple-ish).

## Технічні характеристики

### Апаратне забезпечення
Pixel 3a та Pixel 3a XL отримали процесор середнього рівня Qualcomm Snapdragon 670 з графічним процесором Adreno 615. Пристрої поставлялися з 4 ГБ оперативної пам'яті типу LPDDR4X і 64 ГБ постійної пам'яті типу eMMC 5.1
Pixel 3a отримав акумуляторну батарею об'ємом 3000 мА·год, а Pixel 3a XL — 3700 мА·год. Обидві моделі мають швидкої зарядки до 18 Вт і стандарту Power Delivery 2.0.
Дисплеї обох моделей виготовлені по технології OLED. В Pixel 3a дисплей має діагональ 5,6" роздільну здатність 2220 × 1080 (Full HD+), співвідношення сторін 18,5:9 і щільність пікселів 441 ppi, а Pixel 3a XL — 6", 2160 × 1080 (Full HD+), 18,5:9 і 402 ppi відповідно.
Смартфони також отримали стереодинаміки, де роль другого динаміка виконує розмовний динамік.
Пристрої отримали ідентичний до флагманських варіантів основний ширококутний об'єктив на 12,2 Мп з діафрагмою f/1.8, фазовим автофокусом dual pixel, оптичною стабілізацією зображення і записом відео до 4K@30fps. Також смартфони мають ширококутну фронтальну камеру на 8 Мп з діафрагмою f/2.0 і записом відео до 1080p@30fps.
Як лінійки Pixel 2 та Pixel 3, лінійка Pixel 3a має функцію «Активні краї», що дозволяє запускати Google Асистента стисканням лівого та правого боків смартфона.

### Програмне забезпечення
Pixel 3a та Pixel 3a XL були випущені з Android 9 Pie і були оновлені до Android 12L.
З оновленнями Pixel 3a та Pixel 3a XL отримали кілька можливостей лінійки Pixel 4, а саме: Живі субтитри, Google Диктофон, оновлений Google Асистент, режим астрофотографії та Top Shot для коротких відео.

## Рецензії

### Pixel 3a XL
Оглядач з ITC.ua поставив Pixel 3a XL 4,5 балів з 5. До переваг він відніс великий хороший дисплей, сканер відбитків пальців, камеру і достатню продуктивність. Натомість до недоліків оглядач відніс пластиковий корпус при немалій ціні смартфона, відсутність захисту від води та пилу і відсутність бездротового заряджання.